# О памяти и воспоминании
«О памяти и воспоминании» (др.-греч. Περὶ μνήμης καὶ ἀναμνήσεως, лат. De memoria et reminiscentia) — один из нескольких трактатов Аристотеля из цикла «Малые сочинение о природе», посвященный теме памяти и воспоминаний.

## Содержание

### О памяти
Первую часть своего трактата «О Памяти» (μνήμη) Аристотель начинает с того, что необходимо определить предмет памяти, ибо, по его словам, «люди зачастую заблуждаются относительно этого» (449b10). Предметом памяти, по словам Аристотеля, не может быть ни будущее, ни настоящее, а лишь прошлое (449b11). Исходя из этого следует, что память связана со временем, и обладать памятью могут только те животные, у которых есть ощущение времени. Память есть «приобретённое свойство или состояние ощущения или постижения, появляющаяся по прошествии времени» (449b25).
Дальше Аристотель вводит понятие представления (φαντάματοε) и заявляет о том, что память не может обойтись без представления. Представления о предмете надолго сохраняются в живом существе, тем самым обеспечивая ему способность помнить. Следовательно, память возможна только о вещах чувственно воспринимаемых. Итак, поскольку мышление не может обойтись без воображения и представления, а способность помнить обусловлена воображением, то тем самым доказано, что и умопостигаемое может оказаться предметом памяти.
Дальше Аристотель задается вопросом о том, почему же у разных людей различная сила памяти? Здесь он приходит к выводу, что раз память это свойство и тела, и души, то представления должны иметь под собой телесный субстрат, которым является орган общего чувства. Представления — не что иное, как возникающее и запечатлевающие в органе чувств движения. Люди, у которых в этой области движения больше, обладают памятью хуже, ведь они не могут удержать представление, или слишком твёрдой (как у детей и стариков). У людей с противоположным строением память лучше.

### О воспоминании
Во второй части трактата Аристотель говорит о «припоминании», которое не является ни возвращением к ранним воспоминаниям, ни узнаванием в первый раз. Человек, узнавший что-нибудь впервые, не может возвратиться к воспоминанию, ведь его не было раньше, и не в состоянии восстановить этот фрагмент в своём сознании, так как он возникает не одновременно с моментом самого переживания. Припоминать могут только то, что было пережито раньше, и то, что уже закончилось.
Также Аристотель утверждает, что помнить может лишь тот, кто знал и испытывал «что-нибудь» с самого начала, а припоминает тот, кто только возвращается к знанию, которым он обладал раньше в своей памяти. Воспоминание же происходит по следующему принципу: человек использует собственные умозаключения и прослеживает порядок движений (=действий), которые связаны между собой и словно следуют друг за другом. Для припоминания последовательности действий человеку легче прийти в самое начало движения, в ином случае процесс припоминания труден и не упорядочен. В процессе припоминания «середина» тоже вполне может стать условным началом. Аристотель сравнивает последовательность вспоминаемых событий с буквами алфавита, в котором из одного и того же «начала» (например, отправной точки — буквы «H») можно двигаться в двух противоположных направлениях, и чем чаще мы будем проходить по этим путям, тем привычнее нам это будет казаться. Этот процесс сравнивается с природой, так как в ней есть определённый порядок и всё следует одно за другим; так же и мы можем быстро что-нибудь вспомнить, стоит лишь начать процесс вспоминания.
Аристотель добавляет, что в отличие от памяти, свойственной почти всем организмам, припоминанием может обладать лишь человек. Только человек может выстраивать умозаключения от услышанного или пережитого раньше и двигаться по «последовательности действий», проводя нечто вроде исследования. Такое от природы свойственно лишь тем, кто способен принимать решения и переживать телесные мыслеобразы, связанные с поиском желаемого вспоминаемого объекта в процессе усердных размышлений.

## Мыслители, упоминаемые в сочинении
- Корикс
- Антиферонт из Орея

## Переводы
- Аристотель. Протрептик. О чувственном восприятии. О памяти / Пер. на рус. Е. В. Алымовой. -СПб.: Изд-во С.Петерб. ун-та, 2004. — 183с.
- Аристотель. О памяти и припоминании / Пер. и прим. С. В. Месяц // Вопросы философии. — М.: Наука, 2004. — С. 161—169.
- Ricoeur, P. (2000) La mémoire, l’histoire, l’oubli. Paris: Seuil. Рус. перевод: Рикёр П. Память, история, забвение, под ред. И. С. Вдовиной. Москва, 2004. Sorabji, R. (1972) Aristotle on Memory. London.